# Serge Marquand
Serge Marquand (Marsiglia, 12 marzo 1930 – Parigi, 4 settembre 2004) è stato un attore e produttore cinematografico francese.
Era figlio degli attori Jean-Georges Marquand (1904-1992) e Lucienne-Fernande Cornilliat (1906-2006). Morì di leucemia. Era il fratello di Nadine Trintignant e Christian Marquand.

## Filmografia parziale
- Le relazioni pericolose (Les liaisons dangereuses 1960), regia di Roger Vadim (1959)
- Il sangue e la rosa (Et mourir de plaisir), regia di Roger Vadim (1960)
- Piena luce sull'assassino (Pleins feux sur l'assassin), regia di Georges Franju (1961)
- A briglia sciolta (La Bride sur le cou), regia di Roger Vadim (1961)
- Tintin et le mystère de la toison d'or, regia di Jean-Jacques Vierne (1961)
- Le parigine (Les Parisiennes), regia di Marc Allégret, Claude Barma (1961)
- Ca c'est la vie, regia di Claude Choublier (1961)
- Les Bricoleurs, regia di Jean Girault (1962)
- L'Abominable homme des douanes, regia di Marc Allégret (1962)
- Il vizio e la virtù (Le Vice et la vertu), regia di Roger Vadim (1962)
- Il baro (Les Grands chemins), regia di Christian Marquand (1962)
- Chi vuol dormire nel mio letto? (Méfiez-vous, mesdames!), regia di André Hunebelle (1963)
- Un monsieur bien sous tous rapports (1963)
- Concerto per un assassino (La Mort d'un tueur), regia di Robert Hossein (1964)
- Angelica (Angélique, marquise des anges), regia di Bernard Borderie (1964)
- Il piacere e l'amore (La Ronde), regia di Roger Vadim (1964)
- Alla conquista dell'Arkansas (Die goldsucher von Arkansas), regia di Paul Martin (1964)
- I Gringos non perdonano (Die schwarzen Adler von Santa Fe), regia di Ernst Hofbauer (1965)
- La meravigliosa Angelica (Merveilleuse Angélique), regia di Bernard Borderie (1965)
- Vagone letto per assassini (Compartiment tueurs), regia di Costa Gavras (1965)
- Ossessione nuda (Le Chant du monde), regia di Marcel Camus (1965)
- Il fuoco nella carne (Le Reflux), regia di Paul Gégauff (1965)
- Per pochi dollari ancora, regia di Giorgio Ferroni (1966)
- Wanted, regia di Giorgio Ferroni (1966)
- Tre passi nel delirio (Histoires extraordinaires), regia di Federico Fellini, Louis Malle (1968)
- Barbarella, regia di Roger Vadim (1968)
- Rapporto Fuller, base Stoccolma, regia di Sergio Grieco (1968)
- Una donna tutta nuda (Negresco - Eine tödliche Affäre), regia di Klaus Lemke (1968)
- I bastardi, regia di Duccio Tessari (1968)
- Cimitero senza croci (Une corde, un Colt...), regia di Robert Hossein (1969)
- Il ladro di crimini (Le Voleur de crimes), regia di Nadine Trintignant (1969)
- La Maison de campagne, regia di Jean Girault (1969)
- Gli specialisti, regia di Sergio Corbucci (1969)
- Ultimo domicilio conosciuto (Dernier domicile connu), regia di José Giovanni (1970)
- Les Stances à Sophie, regia di Moshé Mizrahi (1971)
- Tempo d'amore (Ça n'arrive qu'aux autres), regia di Nadine Trintignant (1971)
- What a flash, regia di Jean-Michel Barjol (1972)
- Les Gants blancs du diable, regia di László Szabó (1973)
- Noi due senza domani (Le Train), regia di Pierre Granier-Deferre (1973)
- L'uomo in basso a destra nella fotografia (Défense de savoir), regia di Nadine Trintignant (1973)
- Il giorno del toro (Caravan to Vaccares), regia di Geoffrey Reeve (1974)
- Giochi di fuoco (Le Jeu avec le feu), regia di Alain Robbe-Grillet (1975)
- Operazione Rosebud (Rosebud), regia di Otto Preminger (1975)
- L'affare della Sezione Speciale (Section spéciale), regia di Costa Gavras (1975)
- Codice 215: Valparaíso non risponde (Il pleut sur Santiago), regia di Helvio Soto (1975)
- Les Lolos de Lola, regia di Bernard Dubois (1976)
- Police Python 357, regia di Alain Corneau (1976)
- Attenti agli occhi attenti al... (Attention les yeux !), regia di Gérard Pirès (1976)
- Un giorno e una notte (Le Voyage de noces), regia di Nadine Trintignant (1976)
- Una femmina infedele (Une Femme fidèle), regia di Roger Vadim (1976)
- Les Raisins de la mort, regia di Jean Rollin (1978)
- Il maestro di nuoto (Le Maître-nageur), regia di Jean-Louis Trintignant (1979)
- Ville à prendre, regia di Patrick Brunie (1979)
- Il grande uno rosso (The Big Red One), regia di Samuel Fuller (1980)
- Le Soleil en face, regia di Pierre Kast (1980) - solo produttore
- Une femme au bout de la nuit, regia di Daniel Daërt (1980)
- Quartet, regia di James Ivory (1981)
- Killer Boulevard (Boulevard des assassins), regia di Boramy Tioulong (1982)
- Les Îles, regia di Iradj Azimi (1983)
- Premiers désirs, regia di David Hamilton (1983)
- Frankenstein '90, regia di Alain Jessua (1984)
- L'estate prossima (L'Été prochain), regia di Nadine Trintignant (1985)
- Adieu blaireau, regia di Bob Decout (1985)
- Chère canaille, regia di Stéphane Kurc (1986)
- Grand guignol, regia di Jean Marbeouf (1987)
- La casa di giada (La Maison de jade), regia di Nadine Trintignant (1988)
- Antonin, regia di Yves Caumon (1989)
- Krapatchouk, regia di Enrique Gabriel (1992)

## Doppiatori italiani
- Carlo Alighiero in Tre passi nel delirio, Gli specialisti
- Renato Turi in A briglia sciolta, I Gringos non perdonano
- Sergio Tedesco in Wanted
- Nando Gazzolo in Rapporto Fuller base Stoccolma
- Pino Colizzi in I bastardi
- Roberto Del Giudice in Il sangue e la rosa